# Комби Сетлемент (Флорида)
Комби Сетлемент (енгл. Combee Settlement) насељено је место без административног статуса у америчкој савезној држави Флорида.

## Демографија
По попису из 2010. године број становника је 5.577, што је 141 (2,6%) становника више него 2000. године.
| Група             | 2000.         | 2010.         |
| Белци             | 4.616 (84,9%) | 3.895 (69,8%) |
| Афроамериканци    | 311 (5,7%)    | 513 (9,2%)    |
| Азијати           | 35 (0,6%)     | 41 (0,7%)     |
| Хиспаноамериканци | 348 (6,4%)    | 1.013 (18,2%) |
| Укупно            | 5.436         | 5.577         |